# Interimsskuld
Interimsskulder är ett gemensamt namn på upplupna kostnader och förutbetalda intäkter.
Interimsskulder och interimfordringar är balanskonton som används i bokslutsarbete i periodiseringssyfte.

## Fotnoter
1. ↑  Blekinge Tekniska Högskola: Periodiseringar Arkiverad 23 december 2015 hämtat från the Wayback Machine. Läst 2011-11-16